# Liga Nacional de Fútbol Profesional
Liga Nacional de Fútbol Profesional, denumită și LaLiga și cunoscută sub numele de Liga de Fútbol Profesional (LFP) până în sezonul 2015-16, este o asociație sportivă compusă din cluburile și societățile sportive cu răspundere limitată care participă la categoriile profesioniste ale ligii spaniole de fotbal, și anume Primera División și Segunda División. Din motive de sponsorizare și începând cu sezonul 2023-24, acestea se numesc LaLiga EA Sports și, respectiv, LaLiga Hypermotion. Liga Nacional de Fútbol Profesional a fost creată în 1984 și face parte din Real Federación Española de Fútbol (RFEF), deși are personalitate juridică proprie și se bucură de autonomie în ceea ce privește funcționarea sa. Președintele său este avocatul costarican și spaniol Javier Tebas Medrano
Printre principalele sarcini ale LaLiga se numără organizarea de competiții de fotbal profesionist, controlul economic, vânzarea centralizată a drepturilor audiovizuale și o strategie de internaționalizare și de conducere tehnologică.
Liga Națională de Fotbal Profesionist se opune Superligii Europene de Fotbal ca fiind un campionat exclusivist și excluziv, care nu recompensează meritele sportive, elimină ligile interne ca mijloc de a câștiga un loc în elita Europei și își bazează modelul de guvernanță pe puterea echipelor bogate Liga Națională de Fotbal Profesionist se opune, de asemenea, Superligii Europene.